# Hadj Chabane
Le Hadj Ahmed Chabane (en arabe : الحاج احمد شعبان), ou Hadj Chabane, né entre 1628 et 1633 en Anatolie et mort le 15 août 1695 à Alger, est le quatrième dey d'Alger. Arrivé au pouvoir en 1688, son règne est caractérisé par deux campagnes militaires victorieuses en direction du Maroc (1691) et de la Tunisie (1694). Alors qu'il prévoit de mobiliser la milice d'Alger pour une troisième campagne, celle-ci se révolte, et il est assassiné le 15 août 1695.

## Accession au pouvoir
Dey Hadj Ahmed Chabane Cogia était d'origine turque, né en Anatolie et âgé de 55 à 60 ans lorsqu'il a été élu par le Diwan d'Alger. Il a été décrit par un observateur chrétien comme un "homme d'esprit, joyeux, discret, prenant rapidement une résolution et l'exécutant avec vigueur. Il était connu pour sa bravoure, disait-on, il tenait parole, entreprenant, exact dans le suivi des pratiques de sa "fausse religion", audacieux voire insolent envers ceux qui lui résistaient. Mais bon et doux envers les officiers ; c'est même à cette bienveillance qu'il devait sa fortune." L'orientaliste français Pétis de la Croix, qui connaissait Alger et a rédigé un mémoire sur la ville en 1695, le décrit en disant :

« C'est un homme caractérisé par la sagesse, la gaieté et la modestie. Il est attaché aux règles de la loi islamique et respecte sa foi musulmane. »

### Relations avec la France
Le 25 mars 1690, Il signa un traité de paix avec M.Marcel,
Le 12 avril de la méme année Chabane ecriva:

« Gloire des Princes chrétiens et l'élu des chefs de la nation de Jésus, notre très cher et très fortuné ami, puissiez-vous avoir une fin heureuse, et demeurer dans le chemin de la justice et de la droiture !
Nous vous offrons cordialement nos salutations et nos vœux et nous nous informons de l'état de votre santé. Ensuite voici ce que votre ancien ami a l'honneur de vous exposer: M. Marcel, le zélé et courageux Ambassadeur actuel, s'est parfaitement acquitté des devoirs de sa charge et a contribué à la paix et tran- quillité qui règne entre les deux partis. Pendant que l'on était ainsi dans la paix et la concorde, arrivèrent deux Capitaines de corsaires envoyés par vous, qui, n'écoutant ni nos conseils d'amitié ni les remontrances du représentant de Sa Majesté le Roi de France, se conduisirent d'une façon déplorable, ne voulant suivre que leurs idées et leur caprices. Chaque fois que l'occasion se présenta, ils prirent dans leur chaloupe, par divers artifices, nos esclaves, ils gardèrent ainsi trente prison- niers Français qui nous appartenaient et ils favorisèrent leur fuite. Cet événement a soulevé toute l'armée, et nous fùmes assailli par la population entière, qui nous reprochait la viola- tion de la loi civile et religieuse; la paix qui règne entre nous fut gravement compromise, et la Milice interpréta l'affaire de mille façons. M. Marcel eut beaucoup à souffrir, et nous étions honteux devant l'armée. Votre Excellence connaît l'amitié que nous avons pour la France en particulier; aussi, mon cher et grand ami, si vous voulez donner satisfaction à notre Milice, je prie Votre Excellence de vouloir bien nous restituer non seule- ment nos prisonniers dont nous vous envoyons la liste, mais encore tous ceux que les deux Capitaines ont réussi à faire échapper et qui se trouvent actuellement chez vous, et ce sera conforme au traité et aux conventions. Loin de nous la pensée de supposer dans cette affaire le consentement de Sa Majesté, car un ami ne doit pas nuire à son ami. Mais cette affaire a une sérieuse importance; l'armée est excitée et très exaltée, et M. Marcel et nous sommes honteux et n'osons rien dire. En un mot tout le monde réclame et vous prie, si vous tenez à l'amitié solide de la Régence, de nous renvoyer nos prisonniers fugitifs, et de punir les Capitaines qui se permettent d'agir contrairement aux ordres et volontés de Sa Majesté. Notre Ambassadeur spécial, qui devait partir pour la France, a dù retarder son départ à cause de ces fâcheux événements. Nous espérons que lorsqu'il sera en France prochainement, en compagnie de M. Marcel, vous penserez et vous aviserez à ce sujet, et votre amitié ne sera pas perdue pour nous. Veuillez agréer nos salutations. »

Chabane entretenait d'excellentes relations avec les Français. Il considérait M. Marcel, l'ambassadeur de France, comme un ami proche. Le Divan d'Alger envoya une lettre à Louis XIV pour lui assurer que, sans Marcel, la paix entre la Régence d'Alger et la France n'aurait pas été consolidée.

## Campagnes militaires
Chabane s'illustre dans les guerres qu'il mène. À peine élu, il déclare la guerre au sultan alaouite, Ismaïl ben Chérif, qui voulait profiter des difficultés internes de la régence d'Alger afin d'étendre son royaume vers Tlemcen. Les deux armées se rencontrent une première fois lors de la Bataille de la Moulouya en 1691, lors de laquelle Ismaïl ben Chérif est défait. Chabane continue sa marche vers Fès, où il rencontre de nouveau le souverain alaouite à la tête d'une nouvelle armée. Une bataille manque de peu de se déclencher mais Ismaïl ben Chérif offre sa soumission. Chabane lui fait payer un tribut annuel et rentre à Alger.
En 1694, le prince Tunisien Ibn Choukr proposa au Hadj Chabane un plan pour renverser les beys Mouradites de Tunis. Le dey d'Alger accepta et envahit les territoires Tunisiens aux environs du Kef le 24 juin 1694 (bataille du Kef). Chabane poursuit la guerre et prend Tunis à l'issue d'un court siège.

## Mort
Chabane est revenu à Alger le 16 février 1695, traînant derrière lui les canons capturés, 120 mules chargées d'or et d'argent, et un grand nombre d'esclaves. Le 25 février, il a échappé de justesse à une tentative d'assassinat à la mosquée pendant qu'il priait ; le coupable a dénoncé ses complices, qui ont été exécutés avec lui. Ces exécutions ont accru le mécontentement parmi la tribu Loldach, qui se plaignait d'être sacrifiée pour le bien du favori. Ce dernier venait d'être expulsé par les habitants de Tunis, et Mohamed Bey El Mouradi, de retour de Chios, avait gagné la garnison de Constantine avec des cadeaux, qui se rallia à sa cause. L'esprit de sédition s'est répandu dans l'armée de l'Est ; elle est retournée et est arrivée devant Alger le 5 août, réclamant haut et fort la tête de Chabane. Malgré ses efforts pour se défendre, Chabane a été emprisonné et torturé pendant dix jours, sans que la cruauté de ses bourreaux ne puisse le faire révéler l'emplacement de ses trésors. Le 13 août, il a reçu plus de huit cents coups de bâton, il a été officiellement destitué de son pouvoir le 14 août et Chabane a été étranglé le lendemain, le 15 août 1695,.